# Liste der denkmalgeschützten Objekte in Saxen
Die Liste der denkmalgeschützten Objekte in Saxen enthält die 7 denkmalgeschützten, unbeweglichen Objekte in Saxen.

## Denkmäler
| Foto |                 | Denkmal                                                          | Standort                              | Beschreibung | Metadaten |
| ---- | --------------- | ---------------------------------------------------------------- | ------------------------------------- | --- | --- |
| ja   | Datei hochladen | Schloss Dornach HERIS-ID: 19206 Objekt-ID: 15504                 | Dornach 4 Standort KG: Saxen          | Das Schloss Dornach wurde an Stelle des seinerzeitigen Gutshofes Dornach in den Jahren 1897/98 von Theresia von Thurn und Taxis erbaut und hatte großzügige Wirtschaftsräume. Der Gutshof wurde bereits 1455 erstmals urkundlich erwähnt und war kurz vor dem Verkauf Ende des 19. Jahrhunderts einige Zeit Wohnsitz von August Strindberg der mit seiner Frau Frida Strindberg im Haus ihres Großvaters Cornelius Reischl dort lebte. | BDA-Hist.: Q2240642 Status: Bescheid Stand der BDA-Liste: 2025-06-30 Name: Schloss Dornach GstNr.: .315 Schloss Dornach                    |
| ja   | Datei hochladen | Wirtschaftsgebäude HERIS-ID: 65609 Objekt-ID: 78461              | Dornach 4 Standort KG: Saxen          | siehe Schloss Dornach | BDA-Hist.: Q64765005 Status: Bescheid Stand der BDA-Liste: 2025-06-30 Name: Wirtschaftsgebäude GstNr.: .315 Schloss Dornach                |
| ja   | Datei hochladen | Ansitz Saxental HERIS-ID: 19219 Objekt-ID: 15517                 | Saxen 3 Standort KG: Saxen            | Der Alterswohnsitz der Grafen Clam wurde im ersten Drittel des 19. Jahrhunderts erbaut. Der quadratische, dreigeschoßige Neubau steht auf dem ehemaligen Areal des alten Schlosses Saxental und weist ein Walmdach sowie eine spätklassizistische Fassade auf. Er wurde vereinzelt als Schloss Saxental bezeichnet, obwohl es sich um einen vom alten Schloss Saxental unabhängigen Baukörper handelt. Von 1925 bis 2022 befand sich das Gebäude im Eigentum der Gemeinde Saxen und wurde als Wohn- und Ordinationsgebäude vom Gemeindearzt und als Kinderbetreuungseinrichtung genutzt. | BDA-Hist.: Q37846955 Status: Bescheid Stand der BDA-Liste: 2025-06-30 Name: Ansitz Saxental GstNr.: .1/1 Ansitz Saxen                      |
| ja   | Datei hochladen | Kath. Pfarrkirche hl. Stephanus HERIS-ID: 19218 Objekt-ID: 15516 | Sexen Standort KG: Saxen              | In einer Urkunde aus dem Jahr 823 sind in der Altpfarre Saxen zwei Kirchen erwähnt, wobei die zweite Kirche in der Ortschaft Hofkirchen stand und nicht mehr existiert. Die Pfarrkirche Saxen wurde von der Mitte des 12. Jahrhunderts errichtet und bis ungefähr 1530 ausgebaut. Neben dem Nordportal der Kirche befindet sich eine romanische Steinskulptur. Dieser Mönchskopf mit Kapuze könnte den Bauherrn darstellen, der wahrscheinlich vom Stift Waldhausen kam. Die enge Verbindung mit der Herrschaft Clam wird durch Grabtafeln innerhalb und außerhalb der Kirche dokumentiert. Ein Schlussstein im Gewölbe zeigt das Wappen der Familie Perger von Clam. Das Dach des wuchtigen Kirchturm erhielt 1855 seine heutige Form. | BDA-Hist.: Q37846943 Status: § 2a Stand der BDA-Liste: 2025-06-30 Name: Kath. Pfarrkirche hl. Stephanus GstNr.: .12 Parish church in Saxen |
| ja   | Datei hochladen | Pfarrhof HERIS-ID: 19223 Objekt-ID: 15521                        | Saxen 13 Standort KG: Saxen           | Der Pfarrhof wurde als zweigeschoßiger Bau im 18. Jahrhundert erbaut. Die Fassade hat eine Putzgliederung und das Gebäude ein Walmdach. Im Inneren finden sich Stichkappentonnengewölbe. Er befindet sich westlich der Pfarrkirche. | BDA-Hist.: Q37846969 Status: Bescheid Stand der BDA-Liste: 2025-06-30 Name: Pfarrhof GstNr.: .19/1 Pfarrhof (Saxen)                        |
| ja   | Datei hochladen | Figur hl. Johannes Nepomuk HERIS-ID: 19216 Objekt-ID: 15514      | gegenüber Saxen 13 Standort KG: Saxen | Die Figur des hl. Nepomuk wurde Mitte des 18. Jahrhunderts errichtet. Die Statue befindet sich an der Westseite der Pfarrkirche. | BDA-Hist.: Q37846931 Status: § 2a Stand der BDA-Liste: 2025-06-30 Name: Figur hl. Johannes Nepomuk GstNr.: 27/2                            |
| ja   | Datei hochladen | Volksschule HERIS-ID: 19224 Objekt-ID: 15522                     | Saxen 14 Standort KG: Saxen           | Das Schulgebäude wurde in den Jahren 1878 bis 1880 errichtet, nach dem 2. Weltkrieg gründlich saniert und anfangs der 1970er-Jahre durch einen Anbau beträchtlich erweitert, da neben den notwendigen Nebenräumlichkeiten auch Platz für die zunächst als Expositur von Grein geführte Hauptschule geschaffen werden musste. | BDA-Hist.: Q37846983 Status: § 2a Stand der BDA-Liste: 2025-06-30 Name: Volksschule GstNr.: .20                                            |